# 紅石崖蟲
紅石崖蟲（學名：Hongshiyanaspis）是生存在寒武紀海洋中的一屬三葉蟲。這類三葉蟲的頭蓋寬闊，前部較窄，長與寬（最外緣的橫向長度）的比為1：1。胸部分為14節，中軸向後逐漸變窄，每節有一軸瘤；肋部先寬後窄，肋刺則先長後短。尾部小，有膠合的一節。